# 虚白
虚白（きょはく、安永2年（1774年） - 弘化4年（1847年）10月26日）は、江戸時代後期の臨済宗の僧、俳人。僧名は松堂慧喬で、号に蔭涼軒、煨芋軒（わいうけん）がある。

## 経歴・人物

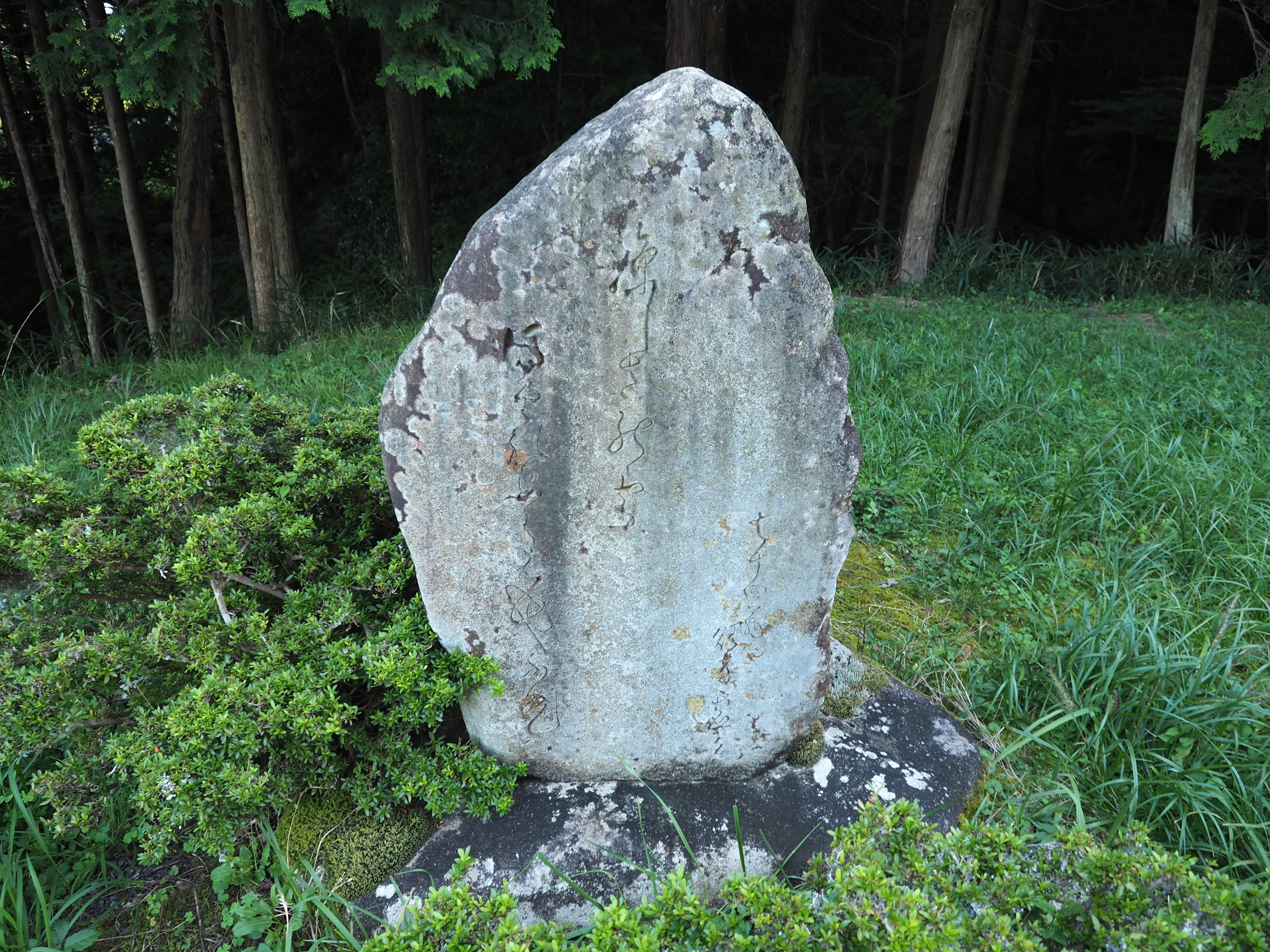
滋賀県甲賀市土山町瀬ノ音にある虚白の句碑

近江甲賀郡土山村（現：滋賀県甲賀市土山町）の人。朝廷に仕える臣下の落胤説がある。
6歳で常明寺の淡嶺和尚の徒弟となる。寛政3年（1791年）に行脚に出て17年間名刹を巡遊した後、35歳で師の法を継ぐ。その後、肥前佐賀の高城寺、山城嵯峨の眞如寺、京都の東福寺、南禅寺で住職をし、僧階最高の紫衣上堂となる。晩年は東福寺塔頭の一つである即宗院に退隠した。
俳諧を高桑闌更に学び、闌更門の成田蒼虬、桜井梅室、画家の中島来章などと親交した。俳諧結社の「浮巣社」を結成し、創作活動を行うとともに三好赤甫など門下の俳人を育てた。
虚白の句に「孑孑（ぼうふら）や蚊になるまでの浮き沈み」、「受けて待つ手をすれすれに散る紅葉」（東福寺の句碑）、「おほけなき床の錦や散り紅葉」（辞世の句）等がある。
「蔭涼虚白家集」や没後百年忌に「禅俳僧虚白 : 俳諧語録」が出版されている。